# Organische chemie
Organische chemie of koolstofchemie is de tak van de scheikunde die zich bezighoudt met organische verbindingen; dat wil zeggen chemische verbindingen die koolstof- en, bijna altijd, waterstof-atomen bevatten. De term organisch stamt uit de tijd (voor 1828) dat deze moleculen alleen uit levende wezens (organismen) bekend waren.

## Geschiedenis
Aanvankelijk dacht men dat organische verbindingen van fundamenteel andere aard waren dan anorganische levenloze stoffen, omdat ze gerelateerd zijn aan het leven en de schepping. In 1828 bracht de chemicus Friedrich Wöhler door verhitting van het anorganische ammoniumcyanaat de synthese van het urinebestanddeel ureum tot stand. Daarmee werd aangetoond dat voor de vervaardiging van organische verbindingen geen mysterieuze "vis vitalis" (aan het leven inherente natuurkracht) vereist is. Binnen de scheikunde wordt de organische chemie als een afzonderlijke discipline beschouwd, omdat de verbindingen van koolstof vele malen talrijker en vaak gecompliceerder zijn dan die van andere elementen.

## De chemische uniciteit van koolstofverbindingen
Koolstofverbindingen zijn complex en divers, dankzij het vermogen van koolstofatomen om zich, via covalente bindingen, aaneen te rijgen tot een molecuul dat bestaat uit een koolstofketen. 
Deze relatief kleine koolstofketens of monomeren, kunnen zich, opnieuw via covalente bindingen, verder aaneenrijgen. Daarbij ontstaan 
lange kettingen: alifatische polymeren, al dan niet met vertakkingen. 
Bij ringvormige aromatische verbindingen, vormen koolstofatomen van een koolstofketen twee aan twee stabiele covalente bindingen, die enkel, dubbel of drievoudig kunnen zijn. Ook deze aromatische monomeren kunnen zich via covalente bindingen aaneenrijgen tot aromatische polymeren. 
Polyamiden komen als beide bovengenoemde soorten polymeren voor.

## Vakgebieden binnen de organische chemie
Petrochemie houdt zich bezig met organische verbindingen op basis van aardolie. Oleochemie gaat over de organische verbindingen op basis van natuurlijke, plantaardige en dierlijke, olien en vetten. Andere vakgebieden binnen de organische scheikunde zijn organische synthese, polymeerchemie en organometaalchemie

### Biochemie
Tegenwoordig spreekt men van biochemie als het gaat om de studie van organische verbindingen in levende wezens. Deze verbindingen noemt men biomoleculen, stoffen die via stofwisseling in organismen de levende weefsels vormen en onderhouden

## Organische nomenclatuur
Organische nomenclatuur is het systeem om organische verbindingen te benoemen en te groeperen:
- Alifatische verbindingen

Koolwaterstoffen - Alkanen (verzadigde koolwaterstoffen) - Alkenen (onverzadigde koolwaterstoffen) -alkadiënen (koolwaterstoffen met twee dubbele bindingen) - Cycloalkaan(een cyclus van koolstoffen) - Alkynen (koolwaterstoffen met een drievoudige koolstof-koolstofbinding)
Halogeenalkanen
Alcoholen - Ethers (Di-ethylether en Tetrahydrofuraan)- Carbonzuren - Aldehyden - Ketonen - Esters - Suikers of koolhydraten - Zuurhalogeniden - Anhydriden -
Amines - Amiden - Alkaloïden - Aminozuren en eiwitten - Nitril - DNA
- Aromatische verbindingen

Benzenen - Tolueen - Fenol - Xyleen - Trinitrotolueen
- Heterocyclische verbindingen

Pyridine - Furaan - Thiofeen - DNA
- Organozwavelchemie: Thiol - Organisch sulfide - Thiofeen - Tetrahydrothiofeen - Sulfonzuur
- Polymeren
- Complexe verbindingen

Verbindingen kunnen meerdere functionele groepen bevatten waardoor soms zeer complexe verbindingen ontstaan. Uit bovenstaande lijst blijkt al dat sommige verbindingen niet onder maar één groep te vangen zijn: DNA en thiofeen zijn daar voorbeelden van.
Veel geneesmiddelen, drugs, vitaminen, chemische bestrijdingsmiddelen en insecticiden zijn voorbeelden hiervan.
- Historisch: iso (scheikunde)